# پاک سانگ هیوک
پاک سانگ هیوک (کره‌ای: 박승혁؛ زادهٔ ۳۰ مهٔ ۱۹۹۰) یک بازیکن فوتبال اهل کره شمالی است.
وی همچنین در تیم‌های ملی فوتبال کره شمالی بازی کرده‌است.